# Zosperamerus limonensis
Zosperamerus limonensis is een rechtvleugelig insect uit de familie veldsprinkhanen (Acrididae). De wetenschappelijke naam van deze soort is voor het eerst geldig gepubliceerd in 1984 door Descamps & Rowell.